# Dzierzązna (Sieradz)
Pour les articles homonymes, voir Dzierzązna.
Dzierzązna est une localité polonaise de la gmina de Warta, située dans le powiat de Sieradz en voïvodie de Łódź.